# 万民伞

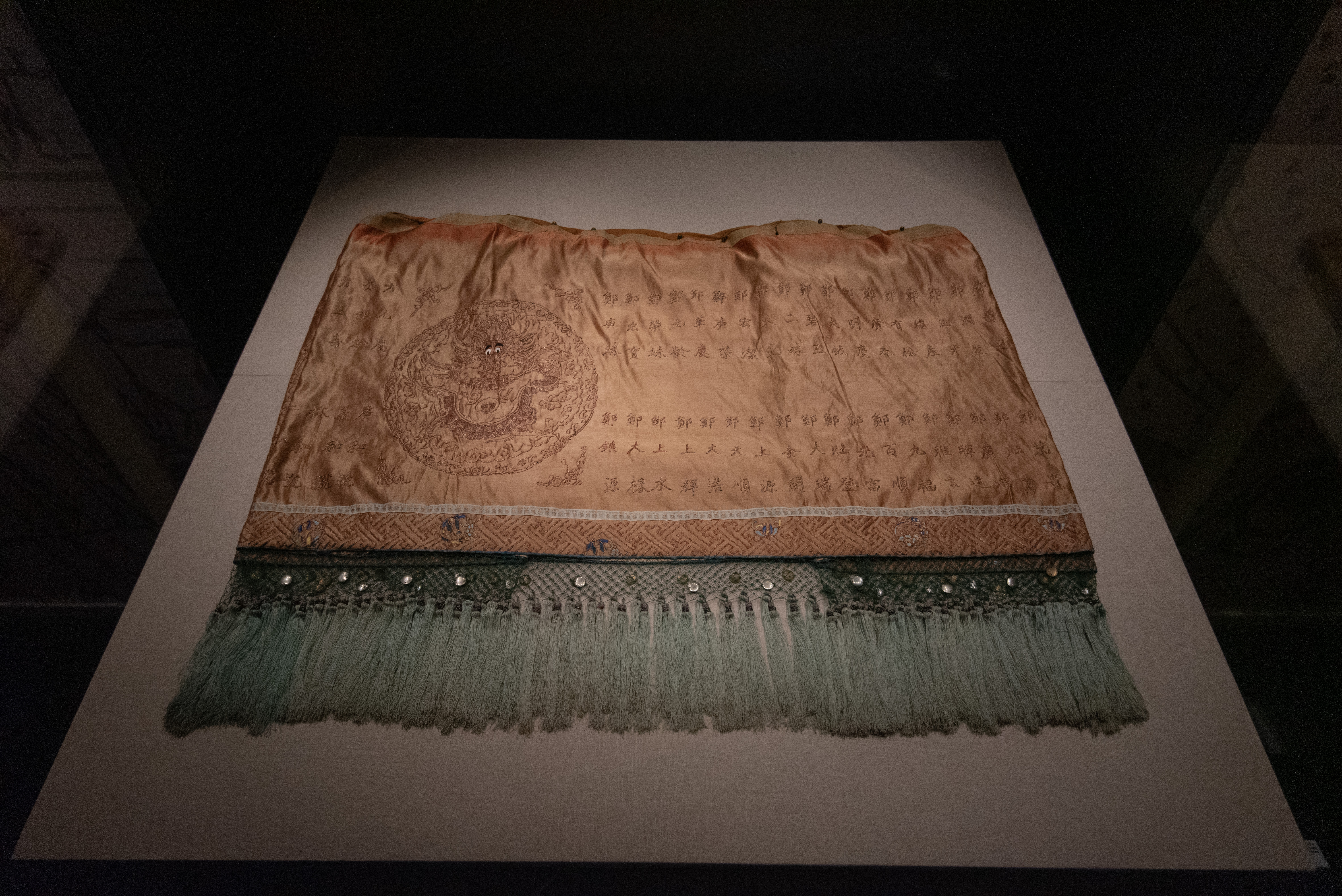
万民伞伞盖

万民伞又叫“万名伞”，是中国古代封建社会民众对地方官员表达敬意，送给官员的一种礼物，伞面一般呈华盖形，因上面有许多人的姓名，故称“万民伞”，但也有贪官离任时为了保全面子，强制让下面人送万民伞。